# 普里莫爾斯克區

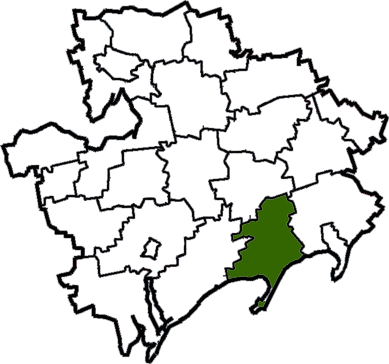
撤销前普里莫爾斯克區在扎波羅熱州的位置

普里莫爾斯克區（烏克蘭語：Приморський район），曾是烏克蘭的一個區，位於該國東南部，由扎波羅熱州負責管轄，首府設於普里莫爾斯克，面積1,400平方公里，2013年人口31,069，人口密度每平方公里22.2人。
该区在2020年7月18日的乌克兰行政区划改革中被撤销，改革后扎波羅熱州下分为5个区，普里莫爾斯克區合并至別爾江斯克區。